# Snezhnogorsk (Múrmansk)
Snezhnogorsk (ruso: Снежного́рск) es una ciudad cerrada de Rusia. Se ubica geográficamente en la óblast de Múrmansk, pero no pertenece a ninguno de sus raiones y está bajo administración federal dentro del área cerrada de Alexándrovsk.
En 2023, la ciudad tenía una población de 10 023 habitantes.
Fue fundada por la Unión Soviética en 1970 con el topónimo "Vyuzhni" (Вью́жный), y organizada como ciudad desde 1980. Desde sus orígenes, se utilizó como un centro de reparación de submarinos nucleares. Su existencia como núcleo urbano se mantuvo bajo cierto secreto, y sus habitantes se comunicaban con el topónimo postal en clave "Múrmansk-60". En 1994 se hizo oficial su existencia y adoptó su topónimo actual, pero se mantiene cerrada, ya que continúa en funcionamiento el centro de reparación y desmantelamiento de submarinos.
Se ubica en un entorno de lagos ubicados unos 5 km al oeste de Poliarny, la capital del área cerrada. El núcleo urbano no se ubica en la costa, por lo que el centro de reparación de submarinos se ubica junto a un fiordo ubicado unos 2 km al norte de la ciudad.